# 4174 Pikulia
4174 Pikulia (1982 SB6) là một tiểu hành tinh vành đai chính được phát hiện ngày 16 tháng 9 năm 1982 bởi L. I. Chernykh ở Nauchnyj.